# Alberto Zarraoa
Alberto Ysaias Zarraoa Gazaga (18 de febrero de 1882 - 4 de octubre de 1953) fue un futbolista español que fue el quinto presidente del Athletic Club Bilbao entre 1908 y 1910. Bajo su presidencia, el club no solo ganó un título de Copa del Rey en 1910, sino que hubo dos hechos destacables: se abortó una fusión entre el Athletic y el San Sebastián y el club pasó a vestir su camiseta rojiblanca característica.

## Carrera deportiva

### Fundación del Athletic de Madrid
Nacido en Bilbao, el 26 de abril de 1903, Zarraoa formó parte del grupo liderado por Eduardo de Acha que se reunió con los representantes del Athletic Club, que recién había ganado la Copa del Rey de fútbol 1903, para solicitar permiso para crear la filial madrileña del club, el Athletic de Madrid, idea que tuvo muy buena acogida, naciendo así dicho club. Apareció en la primera junta directiva del club como vocal junto a figuras como Juan Murga, Adolfo Astoreca y Darío Arana bajo la presidencia de Enrique Allende.

### Presidencia del Athletic Bilbao
En 1908, Zarraoa fue elegido quinto presidente del Athletic Bilbao, cargo que ocupó durante dos años hasta 1910, cuando fue sustituido por Pedro de Astigarraga. Tomó las riendas del club en una época en la que éste atravesaba momentos bajos al verse superado por la aparente consistencia del Club Bizcaya, pero bajo su presidencia, el otrora indiscutible Athletic Club volvió a finales de 1908 a recuperar el cetro local, convirtiéndose en el máximo representante en materia futbolística. La directiva bilbaína, consciente de la crítica situación que atravesaba el club en los últimos tiempos, impulsó el fútbol en los centros universitarios, animando a los jóvenes a practicar con los jugadores más destacados del mañana, revitalizando su débil cantera y lo mismo ocurrió con la Universidad de Deusto, institución que impulsó el fútbol para recuperar parte de los clubes que lo abandonaron hace apenas unos años. El club ganó entonces la Copa del Rey en 1910, venciendo a la Real Sociedad (que jugaba bajo el paraguas del Vasconia) por 1-0 gracias a un gol de Remigio Iza.
En 1909, Zarraoa encargó a su jugador Juan Elorduy, aprovechando que iba a realizar un viaje a Inglaterra, la adquisición de cincuenta camisetas para el equipo y su filial madrileña, tarea que no llegó a completar por no encontrar tan gran cantidad de zamarras arlequinadas. Fue en la ciudad portuaria de Southampton, de donde partía, donde encontró las camisetas del equipo de fútbol de la ciudad, que en lugar de ser azules y blancas eran de rayas rojas y blancas, una equipación que comenzaría a utilizar el club bilbaíno el 9 de enero de 1910 y un año después, el 22 de enero de 1911, el club madrileño.

## Muerte
Zarraoa falleció en Bilbao el 4 de octubre de 1953, a la edad de 71 años.